# Chorwacki Teatr Narodowy w Zagrzebiu

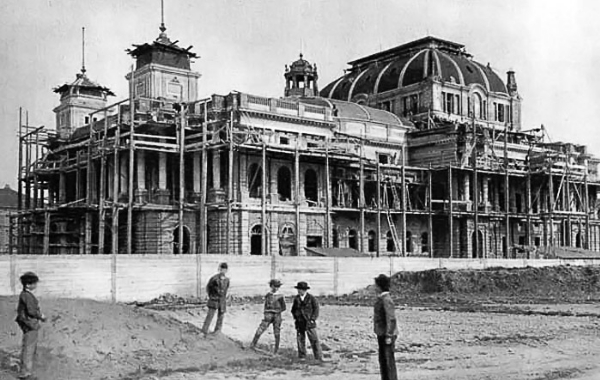
Budowa Chorwackiego Teatru Narodowego w 1894 r.

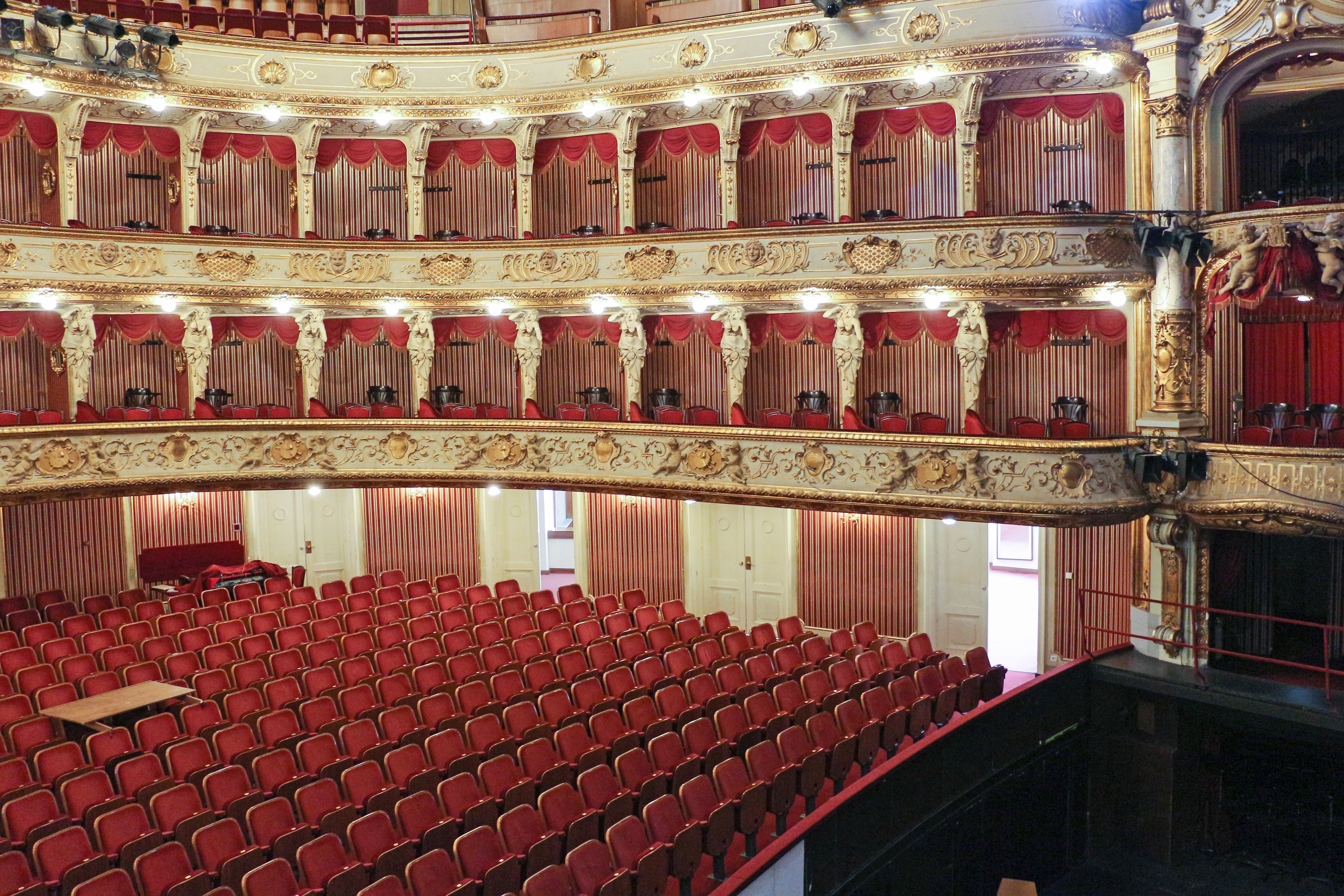
Wnętrze teatru

Chorwacki Teatr Narodowy w Zagrzebiu (chorw. Hrvatsko narodno kazalište u Zagrebu, w skrócie HNK) jest centralną i najstarszą instytucją teatralną w Chorwacji, z trzema stałymi zespołami: operowym, baletowym i teatralnym. 

## Historia siedziby
Obecny neobarokowy budynek mieszczący około 750 widzów oddano w 1895 roku. Gmach ten, będący arcydziełem późnego historyzmu, zaprojektowali wiedeńscy architekci: Ferdinand Fellner i Hermann Helmer. 
Pierwszą siedzibą Chorwackiego Teatru Narodowego był neoklasycystyczny budynek ufundowany w 1834 roku przez Kristofora Stankovića za wygraną na loterii kwotę 30 tysięcy dukatów. Mimo że posiadał również 750 miejsc na widowni, jednak wymagania artystyczne i techniczne produkcji operowych drugiej połowy XIX w. znacznie przekraczały możliwości tej sceny. W tamtym czasie powstało wiele nowych gmachów teatralnych: w Zadarze (1865), Dubrowniku (1865), Osijeku (1866), Šibeniku (1870), Varaždinie (1873), Rijece (1885), Karlovacu (1892) i Splicie (1893), więc stolica nie chciała pozostawać w tyle. Potrzebę budowy nowej siedziby przyspieszyło trzęsienie ziemi w 1880 roku, które w znacznym stopniu uszkodziło stary teatr. Powołano komitet z pisarzem i posłem Marijanem Derenčinem na czele, rozpoczęto akcję zbierania funduszy oraz zamówiono projekt w specjalistycznym wiedeńskim biurze architektonicznym a parlament uchwalił odpowiednią ustawę. Jednak z powodu zawirowań personalnych i politycznych, a także przedłużającej się debaty co do lokalizacji, budowę rozpoczęto dopiero w 1893 roku.  
Oficjalne oddanie nowego teatru nastąpiło 14 października 1895 r., kiedy to cesarz Franciszek Józef I, noszący także tytuł króla Chorwacji, wykonał symboliczne ostatnie uderzenie srebrnym młotkiem na oczach licznych mieszkańców Zagrzebia i gości z całej Chorwacji. Otwarcie uświetniło okolicznościowe przedstawienie Slava umjetnosti. Stjepana Mileticia z muzyką autorstwa Ivana Zajca, oraz ósma odsłona z opery Zajca Nikola Subić Zrinjski.

## Historia teatru
Umowną datą rozpoczęcia działalności Chorwackiego Teatru Narodowego w Zagrzebiu jest 10 czerwca 1840 r., dzień wystawienia pierwszej, w języku chorwackim, sztuki Juran i Sofia czyli Turcy koło Sisaku Ivana Kukuljevića Sakcińskiego. W 1846 roku miała miejsce premiera pierwszej chorwackiej opery Ljubav i zloba Vatroslava Lisinskiego, która przyczyniła się do podtrzymania idei własnego teatru narodowego. W 1861 r. parlament podjął uchwałę „O ochronie własności narodowej", zapewniając instytucji stałe wsparcie administracyjne i finansowe. W teatrze pracowało wielu wybitnych chorwackich artystów. Jego pierwszym dyrektorem i dramaturgiem był grecko-chorwacki poeta Dimitrija Demeter, czołowy działacz chorwackiego ruchu odrodzenia narodowego. Wraz z przybyciem do teatru Ivana Zajca w 1870 r. powstał stały zespół operowy, a zespół baletowy wystąpił po raz pierwszy, w roku 1876, w prawykonaniu opery Zajca Nikola Šubić Zrinjski. Jakov Gotovac był dyrygentem operowym teatru w latach 1923–1958. Swoje kariery rozpoczęli tu m.in.: reżyser teatralny Branko Gavella, primadonna Zinka Milanov i primabalerina Mia Čorak Slavenska. Poziom artystyczny opery osiągnął swoje apogeum dzięki premierom arcydzieł gatunku: operetki Mala Floramye Ive Tijardovića (1926), opery komicznej Ero s onoga svijeta (Ero z innego świata) Jakova Gotovaca (1932), i baletu Đavlom u selu (Diabeł w wiosce) Frana Lhotki (1935).
Ciągłość spektakli na głównej scenie przerwała, trwająca w latach 1967–1969, gruntowna przebudowa budynku. Przedstawienia rozproszono wtedy po innych częściach miasta.
Teatr gościł wielu sławnych artystów, w tym Ferenza Liszta, Sarah Bernhardt, Franza Lehára, Richarda Straussa, Gérarda Philipe'a, Vivien Leigh, Laurence'a Oliviera, Jean-Louisa Barraulta, Petera Brooka, Maria Del Monaco, José Carrerasa.
Chorwacki Teatr Narodowy w Zagrzebiu ma pozycję ważnej grupy teatralnej w kontekście europejskim i światowym, a wraz z trzema stałymi zespołami regularnie odwiedza międzynarodowe sceny i gości na swojej scenie zagraniczne produkcje. Rocznie wystawianych jest co najmniej dwanaście premier, co oprócz dwudziestu powtórek daje ponad dwieście dwadzieścia przedstawień scenicznych w sezonie.